# Reformage à la vapeur du glycérol
Le reformage à la vapeur du glycérol ou vaporeformage du glycérol (en anglais : steam reforming of glycerol, SRG) est un procédé de vaporeformage visant à produire du dihydrogène par la réaction de glycérol (C3H8O3) avec de la vapeur d’eau. Le glycérol est un sous-produit de la réaction de production du biodiesel. Avec l'augmentation prévue de la production de biodiesel comme source altérnative de carburant, de grandes quantités de glycérol seront produites. Le reformage à la vapeur du glycérol pour la production d'hydrogène est donc un moyen de valorisation approprié. Généralement, tous les procédés de reformage à la vapeur sont favorables pour la production d'hydrogène car ils peuvent être conduits à pression atmosphérique et la plupart des industries sont déjà suffisamment équipées pour satisfaire de telles réactions.   

## Réactions chimiques
La réaction principale de SRG peut être représentée par:
- C3H8O3 (g) + 3H2O (g) ↔ 7H2 (g) + 3CO2 (g)

Théoriquement, on peut obtenir 7 moles d'hydrogène à partir de 1 mole de glycérol dans le reformage à la vapeur de glycérol.
Ce processus limité à l'équilibre implique deux réactions: la décomposition du glycérol suivie de la réaction de gaz à l'eau.
- C3H8O3 (g) ↔ 4H2 (g) + 3CO (g)

- CO (g) + H2O (g) ↔ CO2 (g) + H2 (g)

## Systèmes de catalyseur utilisés
Plusieurs systèmes catalytiques à base de nickel (Ni), cobalt (Co), platine (Pt) et ruthénium (Ru) ont été étudiés pour cette réaction. Parmi ces systèmes, le nickel a été le plus largement étudié, car il est connu pour son activité dans le processus de reformage à la vapeur et il est relativement peu coûteux. Cependant, les catalyseurs au nickel sont également connus pour subir des dépôts de carbone.